# Nadia Santini
Nadia Santini est une chef italienne, surtout connue pour son restaurant Dal Pescatore, à Canneto sull'Oglio, en Lombardie, qui détient « trois étoiles » décernées par le Guide Michelin depuis 1996, après
la première en 1982 et la seconde en 1988.

## Biographie
Nadia nait en 1953 à San Pietro Mussolino en Vénétie. Sans autre formation que les sciences politiques et les sciences de l'alimentation à l'université de Milan, elle apprend à cuisiner  auprès de l'arrière-grand-mère de son futur mari, Teresa, et de Bruna, sa belle-mère,. Avec son mari, ils transforment la taverne familiale en référence gastronomique mondiale.
Elle développe une philosophie culinaire autour de l'idée d'un petit restaurant, disant :  « Je pense qu'il est impossible pour une femme de diriger une cuisine qui sert 100 personnes. Je ne peux pas donner mon cœur à un plat si je cuisine plus de 30. »
Elle reprend en 1974, avec son mari Antonio Santini, le restaurant Dal Pescatore, ouvert en 1926 par le grand-père de son mari, dans le triangle d'or italien, à Canneto sull'Oglio, une petite commune de la province de Mantoue.

## Récompenses
Nadia Santini est la première femme chef en Italie à obtenir « trois étoiles »,.
Elle est nommée la meilleure chef femme du monde de l'année 2013 par le magazine Restaurant, en remportant l’édition du prix Veuve Clicquot du The World's 50 Best Restaurants cette année-là. Elle succède ainsi à la Française Anne-Sophie Pic et à l'Espagnole Elena Arzak. En 1999, Nadia Santini reçoit conjointement avec Luisa Marelli Valazza le grand prix de l'Académie internationale de gastronomie.

## Histoire
Les grands parents d'Antonio Santini, Antonio et Teresa Santini fondent en 1926 l'osteria Vino e Pesce. Leur fils Giovanni fait perdurer l'adresse spécialisée dans le poisson frit et le lambrusco produit par le père. Vino et Pesce devient Dal Pescatore (« Chez le pêcheur ») en hommage au premier métier d'Antonio.

## La cuisine de Nadia Santini
À équidistance de Parme, Crémone et Mantoue, dans le parc naturel de l'Oglio Sud, au cœur de la plaine du Pô, le restaurant d'une trentaine de couverts profite des ressources de son environnement, et d'abord du riz vialone nano et des poissons d'eau douce, ainsi que du potager familial.
Nadia Santini compose des plats inspirés de ses grandes émotions vécues aux tables française (Troisgros, Paul Bocuse…) dans la lignée de Gualtiero Marchesi et de la « nouvelle cuisine italienne ».

### Pâtes farcies
Les tortelli di zucca, des tortellini de courge au beurre et au parmesan, emblématiques de la ville voisine de Mantoue et dont la recette se transmet depuis trois générations, sont l'une de ses spécialités, tout comme les agnolini in brodo all'anguilla alle braci (dans un bouillon d'anguilles braisées), marque du lien entre l'affection de Nadia Santini pour les pâtes farcies et les ressources lacustres de l'Oglio.

### Poisson
Les Santini cuisinent avec finesse les poissons d'eau douce. L'un des plats phares de la maison, l'anguilla in carpione al profumo di arancia (anguille en escabèche aux parfums d'orange) s'inscrit dans une tradition culinaire italienne ancestrale.

### Parmigiano reggiano
Nadia Santini, qui a grandi dans un milieu rural, connait et pratique le Parmigiano Reggiano. Le parmesan accompagne nombre de ses recettes signatures. Elle est à l'origine des tuiles de parmesan.

### Vins
La carte des vins figure parmi les meilleures au monde et représente toutes les grandes régions viticoles. Dans le respect de l'enseigne d'origine portée sur le lambrusco, la quatrième génération Santini considère l'expérience gastronomique comme un voyage complet entre la cantina (cave) et l'assiette.

## Notoriété
En 2010, le cinéaste allemand Lutz Hachmeister réalise un documentaire pour la télévision intitulé Three Stars, dans lequel Nadia Santini apparait avec d'autres chefs de restaurants étoilés par Michelin. Son apparition dans le documentaire se démarque : elle est décrite par les critiques comme une « personnalité rayonnante et une approche douce de l'Ancien Monde pour nourrir les recettes, les collègues et la clientèle fournissent le contrepoint aux cuisines frénétiques et conflictuelles dirigées par des scientifiques-chefs ».
Nadia Santini est appréciée par d'autres chefs, dont la chef française Anne-Sophie Pic qui l'a décrite comme « extraordinaire » et une inspiration ; la chef britannique Angela Hartnett l'a décrite comme l'un de ses « héros ».

## Vie privée
Nadia Santini est mariée à Antonio Santini, qui travaille également au restaurant Santini mais à la réception plutôt qu'à la cuisine. Ils se sont rencontrés à l'université de Milan[réf. incomplète]. Les enfants de Nadia et Antonio ont rejoint le restaurant familial : Giovanni en cuisine auprès de sa mère ; Alberto, sommelier de formation, auprès de son père en salle, accompagné de sa femme Valentina.